# 卡馬戈 (密西西比州)
卡馬戈（英語：Camargo）是位於美國密西西比州門羅縣的鬼鎮。

## 地理
卡馬戈所處的海拔為高於海平面68米（即223英呎），而該地所採用的時區為UTC-6，即北美中部時區（CST）。同時該地設有夏令時間，為UTC-6調快一小時，即UTC-5（CDT）。